# 吉川経礼
吉川 経礼（きっかわ つねひろ）は、江戸時代後期の周防国岩国領10代領主。

## 生涯
寛政5年（1793年）11月3日、第8代領主・吉川経忠の次男として生まれる。文化3年12月26日（1807年2月3日）、兄で第9代領主の経賢が早世すると、翌4年2月14日（1807年3月22日）その末期養子として家督を相続した。文化6年（1809年）6月27日、門前口から尾津沖にかけての開作（干拓）事業を開始する。文化8年（1811年）9月には、麻里布湊（現・岩国港新港地区）の建設を開始し、港会所を設置する。文化9年（1812年）8月20日、綿座を廃止して錦見町に綿用場を設置する。天保7年11月26日（1837年1月2日）死去、享年44。家督は弟で養子となった経章が翌8年（1837年）1月19日に継いだ。
経礼は干拓事業を盛んに行って税収を増やす一方で、綿作など商品作物の発達を背景に麻里布港を建設し、他藩との取引を積極的に行なって財政改革を成功させた。

## 系譜
- 父：吉川経忠（1766-1803）
- 母：今田氏（?-1827） - 今田純式の娘
- 養父：吉川経賢（1791-1807）
- 正室：隆（?-1813） - 円成院、木下俊懋娘
- 継室：豊子（1792-1843） - 盛豊院、毛利就馴娘
  - 長男：憲太郎（1818-1820）
  - 長女：宣子（1822-1822）
- 養子
  - 男子：吉川経章（1794-1844） - 吉川経忠の三男